# Диаш де Оливейра, Антониу
Антониу Диаш де Оливейра (порт. António Dias de Oliveira; 23 июня 1804, Валонгу — 22 апреля 1883, Валонгу) — юрист и левый португальский политик времён конституционной монархии. Среди прочих функций, которые он выполнял, он был депутатом и министром. С 1 июня по 10 августа 1837 года он занимал пост председателя Совета министров Португалии (премьер-министра) третьего правительства португальской партии сентябристов. Он сочетал должность премьер-министра с должностью министра по делам Королевства и министра юстиции.

## Биография
Антониу Диаш де Оливейра родился в Валонгу 20 июля 1804 года в семье Мануэля Перейры Энеса и Аны Диаш де Оливейра. Он изучал право в Коимбрском университете, где в 1825 году получил степень бакалавра. В 1836 году он получил должности мирового судьи Апелляционного суда Порту, судьи-советника Верховного суда и генерального прокурора Королевства.
Антониу Диаш де Оливейра был депутатом в период с 1834 по 1836 год; 1837—1838; 1840—1842; 1851—1852 и в 1861—1863 годах. Он был шпионом на службе у Сильвы Карвалью в 1835 году под именем «Бернарда Клара». В то время он стал сентябристом.
После выборов 1836 года Антониу Диаш де Оливейра присоединился к группе «Ордейрос», происходящей из бывшей умеренной оппозиции режиму чаморро и не отождествлявшей себя ни с радикалами-сентябристами, ни с картистами (сторонниками Конституционной хартии 1826).
В качестве премьер-министра он столкнулся с так называемым восстанием маршалов 12 июля 1837 года.
Антониу Диаш де Оливейра был масоном.